# Étude d'environnement d'un projet routier
 (mars 2025).
Motif : L’article est issu de cet ouvrage placé sous licence GFDL (libre de droits). Il ne s’agit donc ni d’un TI, ni d’un copyvio, par contre le sujet en tant que tel semble ne pas répondre aux critères généraux de notoriété. Il y aurait probablement lieu de fusionner avec Évaluation environnementale.
- Archive Wikiwix
- Bing
- Cairn
- DuckDuckGo
- E. Universalis
- Gallica
- Google
- G. Books
- G. News
- G. Scholar
- Persée
- Qwant
- (zh) Baidu
- (ru) Yandex
- (wd) trouver des œuvres sur Wikidata

| 1. | Préciser le motif de la pose du bandeau. | Précisez le motif de la pose du bandeau en utilisant la syntaxe suivante : {{admissibilité à vérifier\|date=mars 2025\|motif=remplacez ce texte par le motif}}                                                 |
| 2. | Informer les utilisateurs concernés.     | Pensez à avertir le créateur de l'article, par exemple, en insérant le code ci-dessous sur sa page de discussion : {{subst:avertissement admissibilité à vérifier\|Étude d'environnement d'un projet routier}} |

L'étude d'environnement d'un projet routier concerne l'approche environnementale suivie à l'occasion d'un projet routier.
Le code de l'environnement, créé en 2000, définit des règles qui s'imposent aux projets d'infrastructures routières, et rassemble un ensemble de textes législatifs.
Le terme « environnement » est à prendre, dans le domaine des études préalables routières, au sens large. Ce domaine rassemblera toutes les thématiques qui décrivent les lieux de vie des espèces animales et végétales.

## L'étude d'impact

### Une obligation au-delà de 1,9 M€
En France, toute réalisation ou modernisation d'une infrastructure dont le coût de projet est supérieur à 1,9 M€ doit faire l'objet d'une étude d'impact. On peut noter que ce seuil financier n'est pas écologiquement cohérent : un projet peu coûteux touchant un milieu de grande valeur échappe à cette obligation. Il est en outre interdit de découper un grand projet routier (par « saucissonnage ») en plusieurs sous-projets traités individuellement, permettant à l'ensemble du projet d'échapper à une enquête publique avec étude d'impact.

### Son contenu
Pour réaliser l'étude d'impact, toutes les thématiques directement liées à l'environnement (eau, air, faune, flore), mais aussi sur l'environnement de l'être humain doivent être abordées. 
Par ailleurs, une Directive européenne impose aux grands projets et programmes une EIE (évaluation des incidences sur l'Environnement), ainsi qu'une consultation de la population avant d’accorder ou non l’autorisation de construction du projet. De même toute EIE déjà faite doit être actualisée si le projet subit des changements de nature à modifier considérablement son incidence globale par rapport au projet initial. 
L’obligation d'une évaluation de l'impact du projet sur la santé humaine a été imposée par la Loi sur l'air et l'utilisation rationnelle de l'énergie. Celle-ci vise à rationaliser l'utilisation de l'énergie et à définir une politique publique intégrant l'air en matière de développement urbain. Elle reconnait notamment à chacun le droit de respirer un air qui ne nuise pas à sa santé.  Il est nécessaire pour chaque thème étudié, de définir un périmètre cohérent et pertinent. Les effets spatiaux sont en effet différents selon le paramètre considéré (infra-sons, vibrations, bruit, pollution de l'air, nuisances lumineuses, etc.)
Le périmètre des zones d'influence pourra être défini en fonction des conditions aux limites (unité biogéographique, ou bassin versant pour le milieu terrestre. Il peut aussi dépendre des relations fonctionnelles entre milieu, pour mieux prendre en compte les impacts différés du projet dans l'espace et dans le temps. Dans le cas du 1 % Paysage de l'Autoroute A 16, le principe retenu a été celui de la zone de « co-visibilité », qui n'a pas de sens écologique.
Ainsi pour chaque périmètre seront définies les caractéristiques à l'origine, et les impacts du projet pour chaque solution envisagée.

### Son mode de réalisation
La réalisation de ces études est confiée à des bureaux d'études spécialisés qui rassemblent des compétences avérées (qualifications universitaires) dans les domaines étudiés. Mais leur travail est parfois rendu difficile par le manque de données disponibles ou d'état-zéro.
Le maître d'œuvre du projet définit le cahier des charges de ces études. Il doit donc disposer d'un minimum de compétences dans le domaine. À ce titre, il peut imposer les méthodes d'investigation à mettre en œuvre. Ces dernières couvrent la forme des inventaires biologiques (c'est-à-dire de listes de paramètres à évaluer), les stations à mesurer, l'intervalle de temps entre les mesures, les méthodes d'exploitation des données, et la forme de la présentation des résultats.

## L'eau
La loi sur l'eau a renforcé les obligations des maîtres d'ouvrage en matière de précaution et de protection de cette ressource, dont on mesure de plus en plus la valeur.

### Nécessité
Sur les infrastructures routières, les eaux de ruissellement se chargent d'apports provenant des gaz d'échappement, de l'usure des chaussées et des pièces des véhicules (plaquettes de frein, pneumatiques par exemple).
À titre d'exemple les apports annuels sur une route à deux voies supportant un trafic de 10 000 véhicules par jour s'élèvent à:
- Matières en suspension : 200 à 1 200 kg/km
- Demande chimique en oxygène : 230 à 400 kg/km
- Plomb[4] : 0,9 à 1,3 kg/km
- Zinc : 1,5 à 2,5 kg/km
- Hydrocarbures : 5 kg/km

Il est donc nécessaire de prévoir des dispositifs de récupération des eaux superficielles provenant d'une plate-forme routière. 

### Contraintes d'installation
L'importance des équipements à installer dépend de la sensibilité du milieu récepteur. Ils sont par exemple limités lorsque les sols entourant le lieu d'exutoire sont imperméables. À contrario, ils doivent être sophistiqués pour des zones très perméables et situées au-dessus d'une nappe d'eau souterraine. Dans les cas extrêmes, il est ainsi nécessaire d'imperméabiliser totalement l'emprise de la route, y compris les accotements. Dans ce cas il est même nécessaire de mettre en œuvre des dispositifs empêchant le renversement des véhicules hors emprise (talus de terre par exemple).
Il est nécessaire de prendre en compte les contraintes d'exploitation de l'infrastructure. C'est la viabilité hivernale qui est la plus significative à ce stade. Les polluants sont dans le cas en général le chlorure de sodium, mais aussi parfois le chlorure de calcium et le chlorure de magnésium. Ces derniers sont des fondants efficaces à des températures inférieures à −5 °C.
Une autre donnée à prendre en compte est la pollution accidentelle, liée aux accidents. Les matières incriminées sont dans ce cas principalement les hydrocarbures. N'étant pas miscibles dans l'eau, ils ont un pouvoir polluant très important. La protection contre ce genre de pollution est réalisée par des bassins séparateurs qui permettent d'isoler les hydrocarbures de l'eau, très souvent par des parois siphoïdes.

## Faune, flore, écosystèmes
L'impact sur les milieux naturels doit être apprécié sur l'ensemble d'un biotope ou d'une zone écologique cohérentes, dès lors que le projet a une incidence sur l'équilibre écologique, les fonctionnalités de l'écosystèmes et les équilibres faune-flore. 
Les zones sensibles sont de plus en plus délimitées et protégées par des classements réglementant les usages et les équipements réalisables à leur abord. Il s'agit des ZNIEFF (zone naturelle d'intérêt écologique faunistique et floristique), des ZICO (zone importante pour la conservation des oiseaux) et maintenant des zones protégées dans le cadre de la directive européenne sur l'habitat des espèces naturelles (Natura 2000).
Les zones humides, dont marais et berges, constituent des biotopes riches en flore et en faune, d'intérêt élevé et en régression. Ces zones sont biologiquement très riches. De plus elles contribuent à l'absorption du gaz carbonique émis par les transports dans l'air, leur production végétale est le premier élément d'une part majeure de la chaîne alimentaire terrestre (invertébrés, oiseaux, mammifères..).
L'étude doit aussi porter sur les impacts en termes de fragmentation écologique, et sur les couloirs de migration des animaux, y compris nocturnes (l'environnement nocturne a souvent été oublié par les études d'impacts, alors que les projets routiers participent au phénomène dit de pollution lumineuse, qui dans de nombreux pays augmente de 4 à 5 % par an, des années 1995 à 2005). 
Ces aspects seront étudiés avec l'objectif de proposer des dispositifs à mettre en œuvre pour maintenir ces migrations, tout en garantissant la sécurité des usagers de la route, par exemple au moyen d'écoducs qui peuvent fortement limiter le roadkill.

## Impact sur la santé
Les contraintes de protection de la santé s'imposent maintenant aux projets routiers18. Cette thématique doit être développée dans les études d'impact, et les mesures compensatoires ou préventives doivent être mises en œuvre par le maître d'ouvrage.
Le volet santé de l'étude d'impact doit en particulier évaluer l'état initial en termes de mortalité et de morbidité sur une zone d'étude pertinente. Il doit ensuite évaluer l'incidence de l'aménagement sur ces données.
Ainsi des zones de passage pourront être totalement condamnées si des mesures de protection ne sont pas réalisables. Exemple extrême, le passage de la nationale 1 à Paris (passage totalement couvert).

## Le bruit
La loi sur le bruit du 31 décembre 1992 et le décret d'application du 5 mai 1995 ont sérieusement modifié les réglementations précédentes. Ces textes ont en particulier pris en compte les bruits nocturnes et l'usage qui est fait des locaux.
L'unité de mesure du bruit ou niveau sonore, est le décibel A : dB(A), l'indice A signifie que les différentes fréquences présentes dans le signal sonore font l'objet d'une pondération. Le niveau sonore à un moment donné est insuffisant pour rendre compte de la nuisance sonore à laquelle peuvent être soumis les riverains d'une infrastructure de transport.
Des indicateurs plus représentatifs ont été élaborés. Il s'agit des niveaux sonores équivalents pendant une certaine période (LAeq mesurés en dB(A)).
L'évolution de la législation conduit à un recul d'environ 100 m de la source de bruit pour passer de l'isophone 65 dB(A) à l'isophone 60 dB(A). Les études de bruit doivent désormais prendre en compte un certain nombre de nouveaux paramètres qui ont une grande influence sur la transmission du bruit, en particulier les conditions météorologiques.
La différence de bruit mesuré à 200 m peut varier de 15 dB(A) suivant que les conditions sont favorables ou non. Les conditions les plus favorables ont lieu la nuit avec l'inversion des températures et par vent portant.
Le bruit routier provient du bruit des moteurs et de roulement. La législation a aussi modifié les niveaux sonores maximum d'un véhicule. Les évolutions réglementaires et techniques ont permis de diminuer considérablement les bruits des moteurs.
Le bruit lié au roulement est devenu la source principale émise par les véhicules en circulation pour des vitesses supérieures à 50 km/h et à partir de 70 km/h pour les PL. Deux facteurs sont à l'origine de ce bruit : le revêtement routier et le pneumatique. Les progrès réalisés dans le domaine des enrobés ont permis de diminuer ce bruit: particulièrement pour les enrobés à faible granulométrie (0/6).
Les moyens pour lutter contre le bruit dans un projet routier peuvent prendre plusieurs formes : 
- Réduction de la vitesse,
- implantation de la voie par rapport aux zones bâties (niveau de bruit moyen diminue de 3 dB chaque fois que la distance est doublée),
- construction de buttes de terre,
- baisse du profil en long par rapport au terrain naturel,
- murs anti-bruit,
- isolation des bâtiments.

## Les études d'urbanisme
Les études d'urbanisme sont fondamentales pour l'étude d'une infrastructure de transport en zone agglomérée ou péri agglomérée.
Ces études mettront en évidence l'affectation des zones à l'intérieur du périmètre d'étude (zone d'activités économiques, zones commerciales, zones d'habitat en distinguant habitat collectif, habitat individuel densité de population...). Il sera pris en compte les projets de développement inscrits dans les différents documents de planification comme les SCOT, les PLU, les ZAC, mais aussi les projets de développement particuliers.
Les informations permettant d'alimenter la réflexion sont disponibles dans les mairies, les communautés d'agglomération ou de communes, les DDE, les chambres de commerce....
Il sera alors nécessaire de définir les besoins d'échange de ces zones entre elles, mais aussi avec les communes, les régions voisines. Ces données alimenteront aussi les études de circulation. Elles permettront aussi de positionner les points d'échange et leur nature.
Il sera aussi nécessaire d'étudier l'impact de l'infrastructure sur le développement des zones concernées.

### Origine du texte
- Cet article est partiellement ou en totalité issu du site Cours de génie civil - année 2007-2008, Hervé Brunel , le texte ayant été placé par l’auteur ou le responsable de publication sous la licence de documentation libre GNU ou une licence compatible.

### Autres références
1. ↑  La version du 1er janvier 2007 du Code de l’Environnement prend en compte en particulier les derniers textes de loi suivants : Ordonnance nº 2000-914 du 18 septembre 2000, Ordonnance nº 2001-321 du 11 avril 2001, Loi nº 2002-276 du 27 février 2002, Loi nº 2003-699 du 30 juillet 2003, Ordonnance nº 2004-489 du 3 juin 2004, Loi nº 2005-1319 du 26 octobre 2005
2. ↑  Directive 85/337/CEE modifiée par la directive 97/11/CE
3. ↑  loi cadre dite Loi Barnier, du 30 décembre 1996, et reprise par le code de l'environnement
4. ↑  Les chiffres relatifs au plomb ont été évalués lors d'une étude réalisée par le Setra en 1987. Ces valeurs ont chuté avec la mise en vente des carburants sans plomb.
5. ↑  Loi n° 92-1444 du 31 décembre 1992 relative à la lutte contre le bruit
6. ↑  Arrêté du 5 mai 1995 relatif au bruit des infrastructures routières